# Dogoia addita
Dogoia addita is een vlinder uit de onderfamilie Saturniinae van de familie van de Nachtpauwogen (Saturniidae). De wetenschappelijke naam van de soort is voor het eerst gepubliceerd door Philippe Darge in 2008.

## Type
- holotype: "male. 9.X.2007. leg. Ph. Oremans. genitalia slide Darge no. 724"
- instituut: Collectie Philippe Oremans in Frankrijk
- typelocatie: "République Démocratique du Congo, Province de l'Equateur, Lukolela, Bobeta"

## Verspreiding
De soort komt voor in Congo-Kinshasa.